# Sayaka Shoji

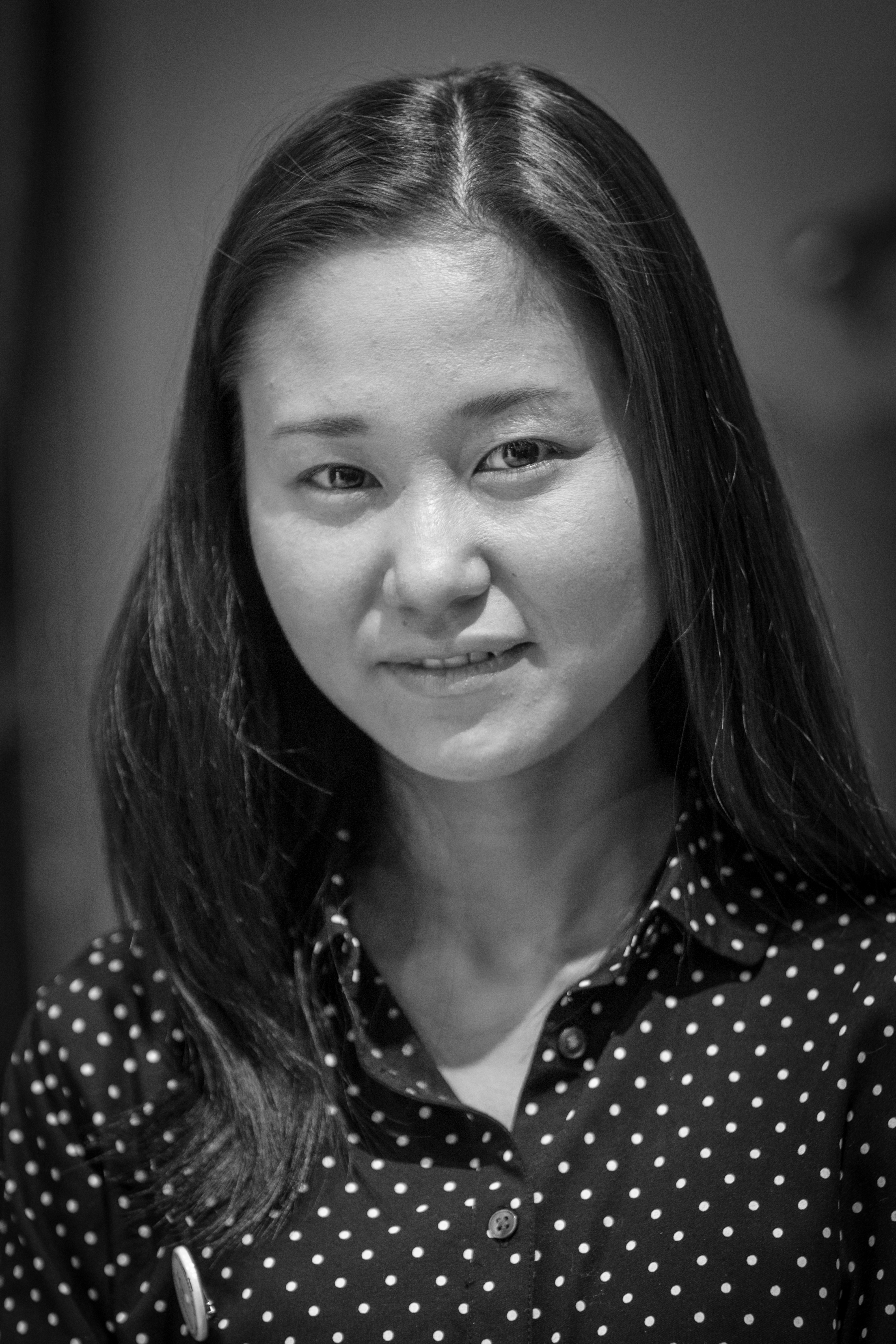
Sayaka Shoji (2014)

Sayaka Shoji (jap. 庄司 紗矢香 Shōji Sayaka; * 30. Januar 1983 in Tokio) ist eine japanische Violinistin.

## Leben und Wirken
Sayaka Shoji ist die Tochter einer Malerin und wuchs in Siena auf. Ihr Studium an der Hochschule für Musik Köln bei Zakhar Bron schloss sie 2004 ab. Außerdem war sie Schülerin von Saschko Gawrilow, Uto Ughi, Shlomo Mintz und studierte Kammermusik bei Riccardo Brengola. Sie gewann als erste Japanerin und als jüngste Gewinnerin den Violinwettbewerb Premio Paganini in Genua (1999).
Nachdem sie im Jahr 2000 Zubin Mehta vorgespielt hatte, förderte dieser ihre erste Tonaufnahme mit dem Israel Philharmonic Orchestra. Es folgten gemeinsame Auftritte unter Mehtas Leitung mit dem Orchester der Bayerischen Staatsoper sowie dem Los Angeles Philharmonic Orchestra.
Shoji konzertierte als Solistin international mit Orchestern wie den Berliner Philharmonikern, den Wiener Symphonikern, dem Gewandhausorchester, dem London Symphony Orchestra, dem Philharmonia Orchestra, den Sankt Petersburger Philharmonikern, dem Cincinnati Symphony Orchestra, den New Yorker Philharmonikern und der Tschechischen Philharmonie und spielte dabei unter der Leitung von Dirigenten wie Vladimir Ashkenazy, Semyon Bychkov, Colin Davis, Charles Dutoit, Mariss Jansons, Lorin Maazel, Paavo Järvi, Myung-Whun Chung und Sir Roger Norrington.
Außerdem gastierte sie bei verschiedenen internationalen Festivals, darunter das Verbier Festival, Lucerne Festival, Schleswig-Holstein Musik Festival, La Folles Journée und Prager Frühling.
Als Kammermusikerin arbeitete sie unter anderem mit den Pianisten Lang Lang, Yefim Bronfman und Itamar Golan sowie dem Geiger Vadim Repin und dem Cellisten Steven Isserlis zusammen.
Shoji machte zahlreiche Tonaufnahmen, darunter Violinkonzerte von Paganini, Tschaikowski, Mendelssohn, Beethoven, Sibelius, Prokofjew und Schostakowitsch.
Sie spielt leihweise auf der Stradivari „Récamier“ aus dem Jahr 1729.